# Борувек (Нижньосілезьке воєводство)
Борувек (пол. Borówek) — село в Польщі, у гміні Прусиці Тшебницького повіту Нижньосілезького воєводства.